# Іларія Біанкі
Іларія Біанкі (італ. Ilaria Bianchi; нар. 6 січня 1990) — італійська плавчиня.
Учасниця Олімпійських Ігор 2008, 2012, 2016 років.
Чемпіонка світу з плавання на короткій воді 2012 року, призерка 2018 року.
Призерка Чемпіонату Європи з водних видів спорту 2012, 2014, 2016 років.
Чемпіонка Європи з плавання на короткій воді 2012 року, призерка 2011, 2013, 2017, 2019 років.
Чемпіонка світу з плавання серед юніорів 2006 року.